# Залізниця Станиславів — Гусятин
Залізниця Станиславів — Гусятин (нім. Staatsbahn Stanislau — Husiatyn, SBSH) довжиною 148 км з 1435 мм колією була збудована у Галичині (Австро-Угорська імперія) впродовж 1882–1884 років. За складністю профілю залізниця поступалась тільки коліям, які були прокладені в Карпатах. Частина Східно-Галицької трансверсальної залізниці. 

## Відомості

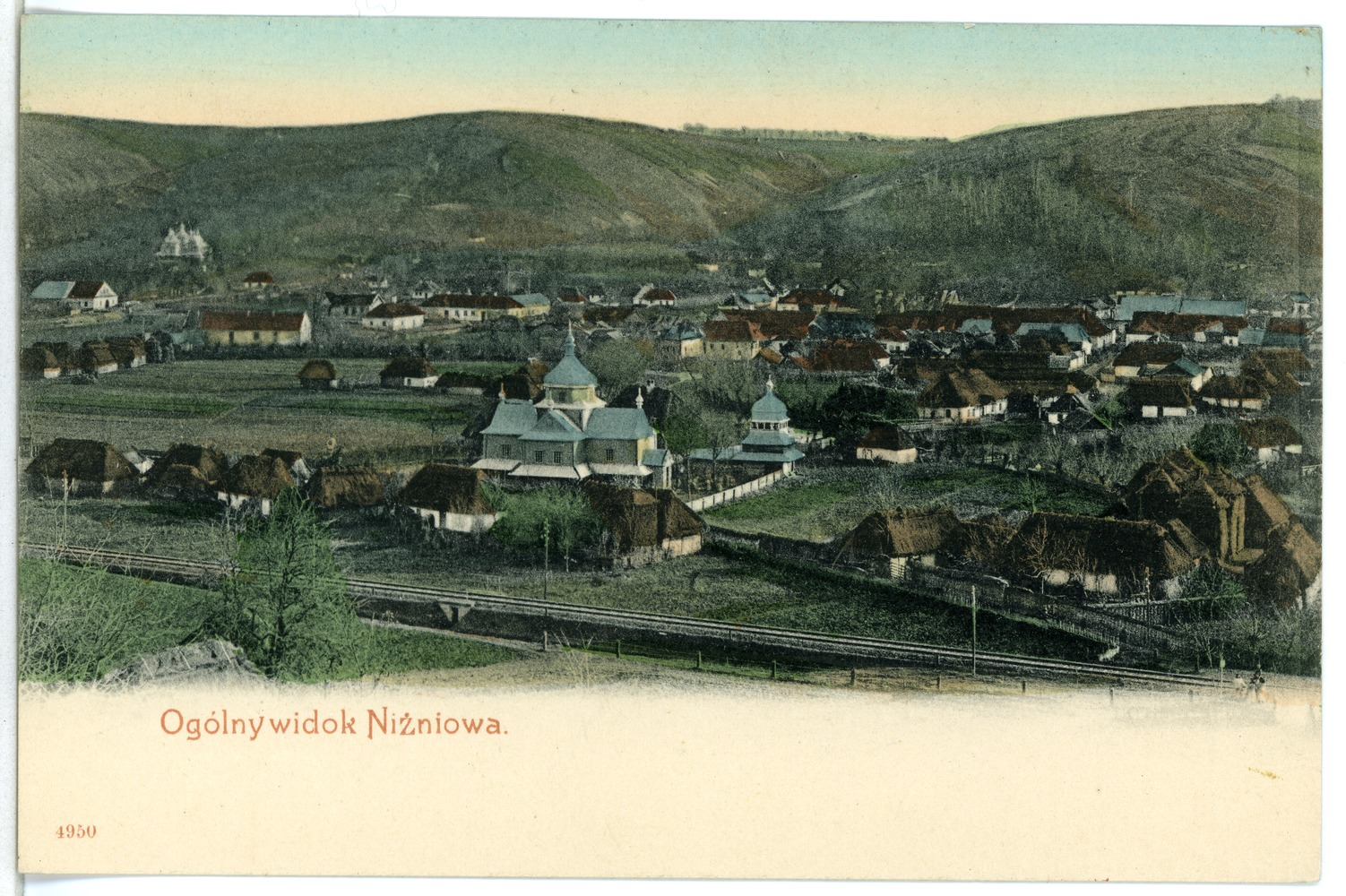
Колія в Нижневі (стара світлина)

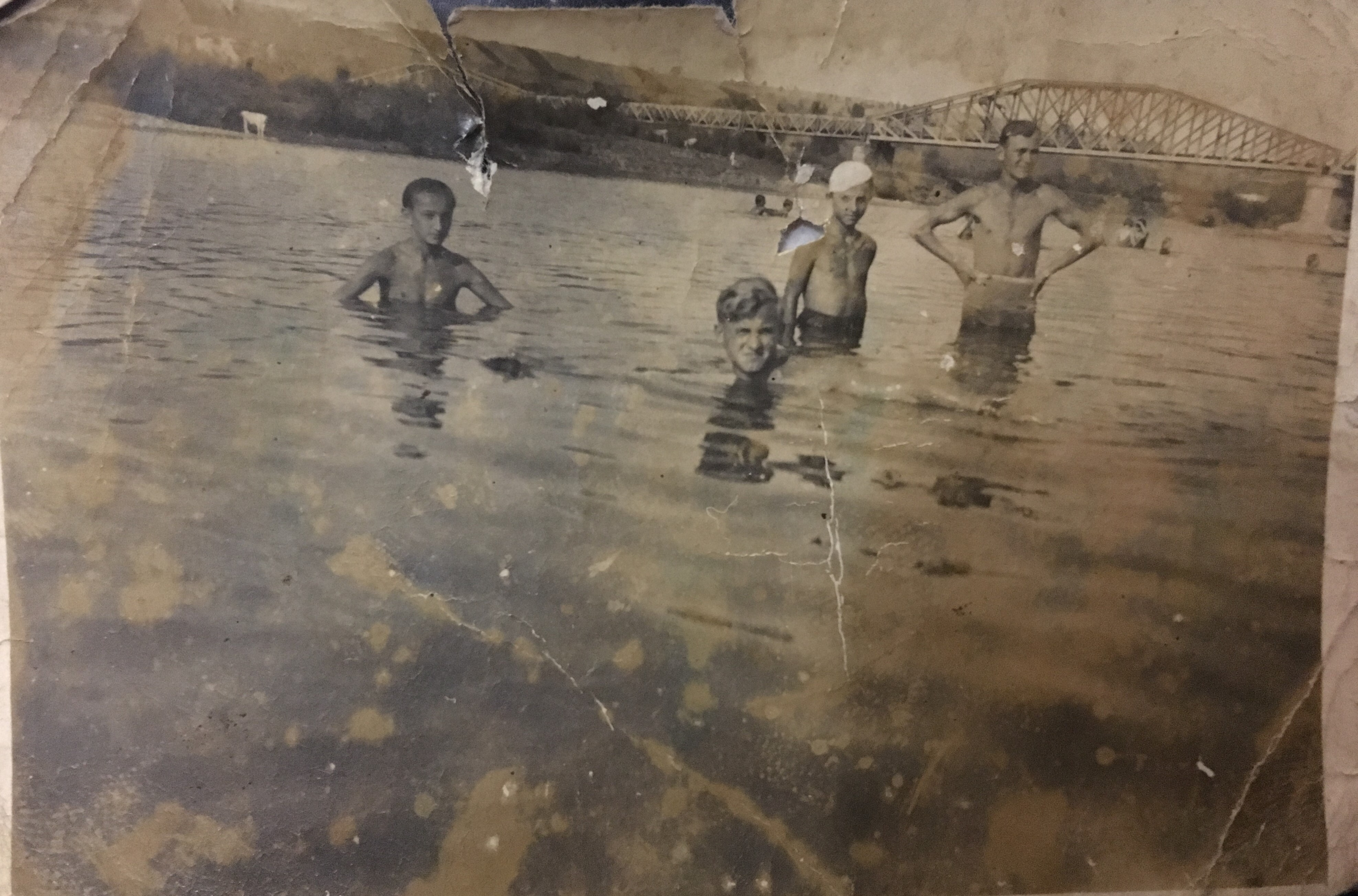
Нижнів, залізничний міст, літо 1938

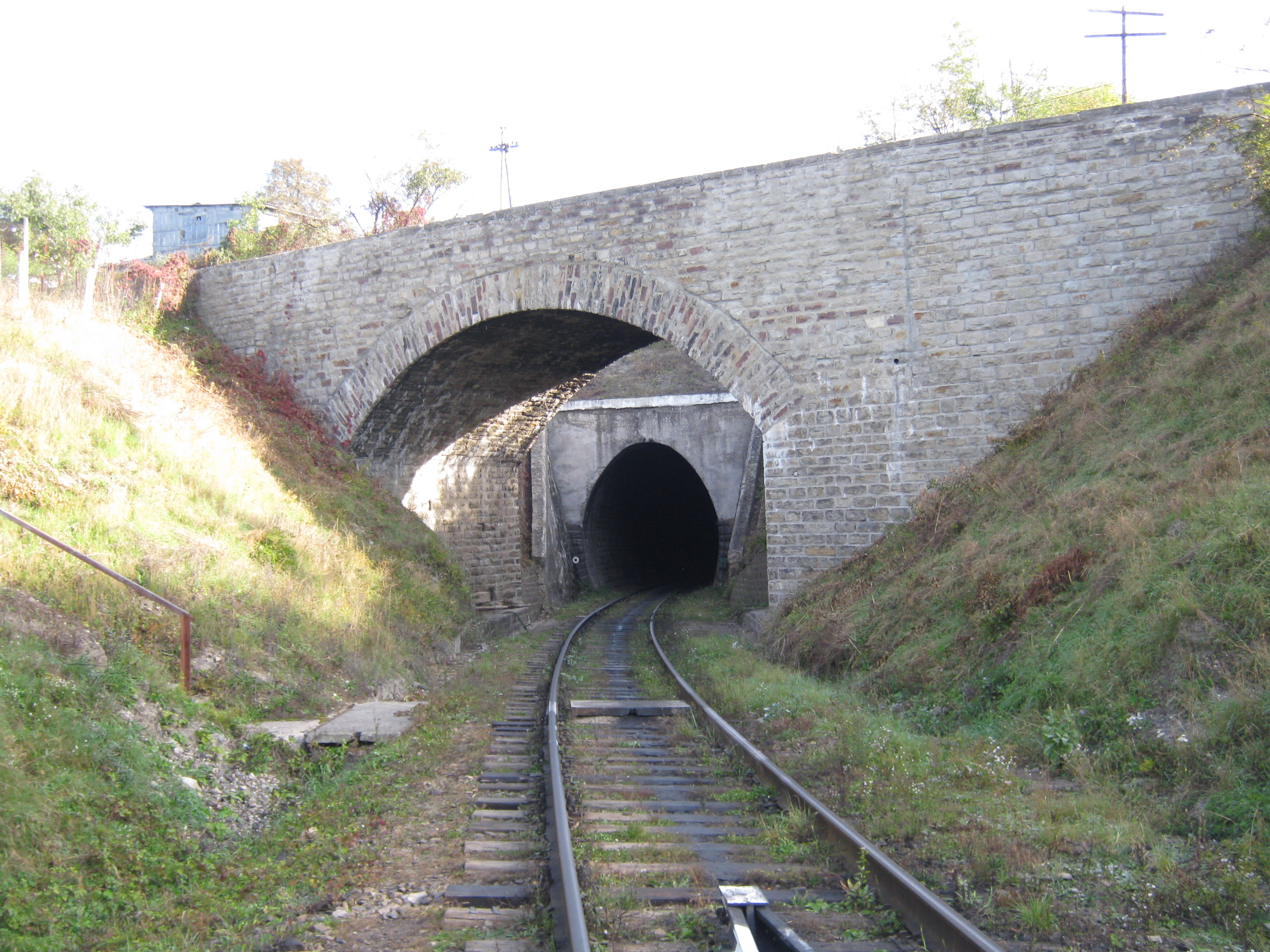
Тунель, Нагірянка (Бучач), 2013, перед ним — міст на вул. Підгаєцькій

Весною 1880 року розробку проекту колії Станиславів — Гусятин тимчасово припинили. У квітні 1881 року утворили «Дирекцію руху казенної залізниці» у Відні (директор Чадік), рух по яких розпочався 1 січня 1882 за розпорядженням уряду. Міністерство торгівлі Австро-Угорщини своїм актом від 28 березня 1881 року сприяло енергійнішому розгляду питання про будівництво останньої частини трансверсальної залізниці (пропонували дві лінії: Тернопіль — Гусятин і Станиславів — Гусятин). На початку вересня 1881 року у вищих колах Відня і Львова почали активніше обговорювати проблему будівництва залізниці в Придністров'ї, зокрема, Станиславів — Гусятин. Цього місяця внесли зміни до останнього варіанту проекту: він не передбачав прямого шляху, що збільшувало вартість. Це, вочевидь, зробили за наполяганням генштабу війська, який хотів мати сполучення зі сходу Станиславова, а не півночі. Перший проект передбачав, що колія починатиметься у м. Галич.  
На відтинку залізниці Станиславів — Гусятин, одним з активних прихильників прокладання якої був Роман Гостковський, будова була встановлена на основі державного права з 28 грудня 1881 року. 25 липня 1882 р. будівництво було передане підприємству «Шварц». Трасуванням колії і розробкою її проекту керував Юліус Лотт (1833—1883) — один з найкращих інженерів австрійських залізниць. Остаточний проект був розроблений у липні 1882 року і затверджений державною радою.
Довжина моста через річку Дністер (найбільшу в Галичині) поблизу Нижнева становила 324 м.
Для руху від Бучача до Гусятина спорудили 250 (260)-метровий тунель на території села Нагірянка (тепер у межах Бучача) та міст (зведений у 1882—1884 роках) через річку Стрипа. Міст і тунель будували італійські спеціалісти (зокрема, Джанні Батіста Феррарі) та місцеве населення, яке виконувало допоміжні роботи. Через величезне стратегічне значення міст і тунель під час обидвох світових воєн були кілька разів знищені.
Будівництво залізниці від Станиславова до Гусятина, зокрема, через станції Хриплин, Палагичі, Нижнів, Бучач, Чортків, Вигнанка, Копичинці) протяжністю 144 км розпочалося восени 1883 року, а було завершено до кінця 1884-го. 
Перший вантажний потяг на лінії Станиславів — Бучач поїхав 1 листопада 1884 р., перший пасажирський — 15 листопада 1884 р.; до Гусятина — 31 грудня 1884 р. (радше 1 лютого 1885 р.) Регулярний рух почався з початком 1885 року. Надмірна ощадність та швидкі темпи будівництва призвели до того, що через 10 років після початку експлуатації залізниці виникла необхідність її реконструкції.
У перших роках потяг зі Станиславова ходив 1 раз: відправлення — 10.00, у Бучачі — 14.39; у 1914 р. було 3 потяги. На час відкриття руху ціна квитка 3-го класу Станиславів — Бучач була 1 ґульден 20 крейцерів. Проїзд поштовим диліжансом перед відкриттям залізниці вартував 4 ґульдени 76 крейцарів, час у дорозі — 8 годин.
У 1884 р. у Відні створена Генеральна дирекція залізниць з 11 дирекцій. У Східній Галичині на цей час було шість державних колій: Львів – Стрий, Стрий – Станиславів, Хирів – Стрий, Дрогобич – Борислав, Станиславів – Гусятин і Долина – Вигода, що дозволяло відкрити у Львові Дирекцію експлуатації державних залізниць.
1912 році діяла Станиславівська дирекція залізниць.

## Сьогодення
Залізницю вирішили більше не відновлювати після її руйнації нацистами так званим колієруйнівником у ході Другої світової війни.
На відтинку між селами Добромишль і Комарівка (обидва Монастириський район) збереглись залишки підпірної стінки, яка оберігала колію від наслідків ерозії ґрунту. Її добре видно під часу руху по автодорозі Н18, оскільки обидві дороги відділяє тільки кілька метрів.